# Uprchlický tábor Azraq
Azraq je uprchlický tábor vybudovaný pro syrské uprchlíky. Nachází se u stejnojmenného jordánského města Azraq. K jeho otevření došlo v dubnu 2014. Byl vybudován v pouštním prostředí již během války v Perském zálivu jako tranzit pro uprchlé Iráčany a Kuvajťany. Je asi 80 km vzdálený od syrsko-jordánské hranice.

## Základní údaje
V květnu 2016 zde žilo přes 32 000 uprchlíků, v srpnu 2019 to bylo 35 000 osob a v říjnu 2022 je uvedeno skoro 40 000 obyvatel. Z toho je 60 % dětí, 20 % jich je mladších 5 let. 25 % domáctností je tvořeno ženami samoživitelkami. V táboře je celkem 9000 přístřeší, jen 12% z nich má vlastní toaletu, kterou potřebují zejména staří lidé a handikepovaní obyvatelé tábora.

## Vzdělávání dětí
Přibližně 70 % dětí, tedy asi 11 000 je vedeno v nějaké formě vzdělávání od školek až po dokončení povinné školní docházky, z tohoto počtu je 50% dívek. V táboře je ale jen 15 škol a 5 samostatných školek. 205 dětí se účastní akreditovaných kurzů neformálního vzdělávání.

## Zaměstnanost
V říjnu 2022 bylo vydáno 1177 pracovních povolení, což odpovídá 8 % práceschopných lidí v táboře. 10 % pracovních povolení obdržely ženy. Přibližně 1900 lidí je zapojeno do dobrovolnické práce pro organizace působící v táboře, což jim umožňuje určitý výdělek. Přibližně 11 000 lidí hledá práci, umožněno pracovat je velmi limitováno. 

## Popis tábora
Tábor byl projektován s myšlenkou napodobit vesnice, což mělo vést k zachování tradičních sociálních struktur syrské společnosti, společné objekty jako jsou hřiště pro děti či zdravotní střediska byly budovány decentralizovaně. K tomuto způsobu plánování se přistoupilo kvůli problémům v přeplněném uprchlickém táboře v Zátarí. Vedoucí UNHCR v dubnu 2014 uvedl: „Studovali jsme, co bylo uděláno v Zaatarí a v jiných uprchlických táborech po celém světě, a snažili jsme se pečlivě plánovat. Není to luxus, který bychom si běžně dopřávali - připravovat se s našimi partnery celé měsíce.“ Tábor tvoří bílé domky vybudované ze zinku a oceli, aby odolaly zdejšímu klimatu, neměly být betonované kvůli plánované dočasnosti tábora.

## Nedostatky
Tábor je strukturován a konstruován s ohledem na maximální účelnost, bez volných ploch a vzhledem k poloze v poušti tam není žádná zeleň. I proto se nikdy nenaplnila jeho možná maximální kapacita 130 000 míst. Dalším důvodem byly obavy z blízkosti Islámského státu a vstupu jeho bojovníků společně s uprchlíky. Mnoho lidí opustilo bez povolení tábor a usadilo se v jordánských městech, kde může pracovat. Tábor se také potýká s nedostatkem vody, cena potravin je velmi vysoká, v táboře je minimální možnost přivýdělku. Dlouhodobé problémy s elektřinou se vyřešily v roce 2017 instalací solárních panelů ve spolupráci s Ikea Foundation.

## Neziskové organizace a humanitární pomoc
Tento uprchlický tábor je podstatně méně podporován neziskovými organizacemi než známější a větší uprchlický tábor v Zátarí, jsou zde však realizovány větší projekty sloužící k zlepšení životních podmínek uprchlíků.
- Na jaře roku 2018 zde ČR v rámci humanitárních projektů financovala opravu a vylepšení skoro 6 000 příbytků. Jordánští inženýři se syrskými uprchlíky vybetonovali podlahy, oddělili kuchyni od hlavní místnosti, příbytky zaizolovali a zbudovali okna.[8]

- Dánský výbor pro uprchlíky zde působí od roku 2019, kdy otevřel centrum bezpečného prostoru pro ženy a dívky. Věnuje se zejména neformálnímu vzdělávání a školení například v oblasti finančních dovedností a vedení podpůrných skupin.[4]

## Známí obyvatelé
- Muzoon Al-Mellehanová